# Клюкин, Александр Антонович
Александр Антонович Клюкин (род. 27 января 1993 года) — российский пловец и тренер.
Один из основателей спортивной академии плавания "Swim to Day"

## Карьера
Тренируется в Новосибирске у Александра Мартынова в СДЮШОР «Центр водных видов спорта».
На Чемпионат Европы 2015 года по плаванию на короткой воде стал чемпионом в эстафете 4×50 вольным стилем в составе российской четвёрки (Евгений Седов, Андрей Арбузов, Александр Клюкин, Никита Коновалов и участник предварительного заплыва Олег Тихобаев).
На чемпионате России 2015 года на короткой воде завоевал «золото» (эстафета 4×50, комплексное плавание), два «серебра» (смешанная эстафета 4 по 50 метров, вольный стиль; 100 метров вольным стилем) и «бронзу» (50 метров вольным стилем).
Приказом министра спорта № 70-нг от 20 июня 2016 года присвоено спортивное звание мастер спорта России международного класса.